# Иммельт, Джеффри
Джеффри «Джеф» Иммельт (англ. Jeffrey Robert "Jeff" Immelt, р. 19 февраля 1956 г. в пригороде Цинциннати, штат Огайо, США) — 9-й председатель совета директоров и гендиректор (CEO) «General Electric» с 7 сентября 2001 года.
Его отец работал управленцем в «General Electric», а мать была школьной учительницей.
Степень бакалавра по прикладной математике получил в Дартмутском колледже (1978), степень магистра бизнес-администрирования (МБА) получил в Гарвардской школе бизнеса (1982).
В «General Electric» работает с 1982 года.
С 1989 года исполнительный директор.
В 1997 году возглавил подразделение «Medical Systems».
С ноября 2000 года президент, с 7 сентября 2001 года председатель совета директоров и гендиректор (CEO).
В 2003 году получил титул «Человек года», ежегодно присуждаемый газетой «Financial Times».
С 23 февраля 2011 года также советник президента США Барака Обамы по конкурентоспособности и рынку труда (глава совета по вопросам труда и конкуренции  Архивная копия от 5 марта 2016 на Wayback Machine, председатель Консультативного совета при Президенте США по экономическому восстановлению в администрации Барака Обамы).
Жена Андреа и дочь Сара.